# Gissi
Gissi – miejscowość i gmina we Włoszech, w regionie Abruzja, w prowincji Chieti.
Według danych na rok 2004 gminę zamieszkiwały 3092 osoby, 88,3 os./km².